# Калмак (Таскалинский район)
Калмак (каз. Қалмақ) — село в Таскалинском районе Западно-Казахстанской области Казахстана. Входит в состав Мерекенского сельского округа. Код КАТО — 276047500.

## Население
В 1999 году население села составляло 226 человек (118 мужчин и 108 женщин). По данным переписи 2009 года, в селе проживал 71 человек (31 мужчина и 40 женщин).